# ФК Скопље
ФК Скопље (мкд. ФК Скопје) је фудбалски клуб из Скопља у Северној Македонији, који се тренутно такмичи у Другој лиги Македоније. Клуб игра на стадиону Аутокоманда, капацитета од 3.000 гледалаца.

## Историја
ФК Скопље је основан 1960. године, фузијом два скопска клуба, ФК Металец и ФК Индустријалец, под именом ФК МИК, који се касније преименовао у ФК Скопље. Две сезоне играо је у Другој лиги Југославије. Био је и члан Прве лиге Македоније, у којој је играо две сезоне 1997/98. и 1998/99. 
Освајањем другог места у Другој лиги Македоније 2009/10. клуб се вратио у Прву лигу. Ипак Скопље је сезону 2010/11. завршило на деветом месту и играло бараж за опстанак, где је поражено од Миравца са 4:1 и тако се брзо вратило у Другу лигу.
Навијачка група ФК Скопља, се назива „Пирати“. Углавном су то навијачи из скопског насеља Аутокоманда.